# Lista di asteroidi (33001-34000)
Di seguito una lista di asteroidi dal numero 33001 al 34000 con data di scoperta e scopritore.

## 33001-33100
| Nome                 | Designazione provvisoria | Data di scoperta  | Scopritore                                       |
| -------------------- | ------------------------ | ----------------- | ------------------------------------------------ |
| 33001 -              | 1997 CU29                | 6 febbraio 1997   | D. C. Jewitt, J. X. Luu, C. A. Trujillo, J. Chen |
| 33002 Everest        | 1997 DM                  | 17 febbraio 1997  | V. S. Casulli                                    |
| 33003 -              | 1997 EJ                  | 1 marzo 1997      | T. Kobayashi                                     |
| 33004 Dianesipiera   | 1997 EP                  | 2 marzo 1997      | P. G. Comba                                      |
| 33005 -              | 1997 EZ3                 | 2 marzo 1997      | Spacewatch                                       |
| 33006 -              | 1997 EJ6                 | 6 marzo 1997      | Kleť                                             |
| 33007 -              | 1997 EX10                | 7 marzo 1997      | Spacewatch                                       |
| 33008 Tatematsu      | 1997 EU17                | 3 marzo 1997      | K. Endate, K. Watanabe                           |
| 33009 -              | 1997 EM28                | 7 marzo 1997      | Spacewatch                                       |
| 33010 Enricoprosperi | 1997 EO30                | 11 marzo 1997     | L. Tesi, G. Cattani                              |
| 33011 Kurtiscarsch   | 1997 EH36                | 4 marzo 1997      | LINEAR                                           |
| 33012 Eddieirizarry  | 1997 EJ55                | 9 marzo 1997      | E. W. Elst                                       |
| 33013 -              | 1997 FZ                  | 28 marzo 1997     | Beijing Schmidt CCD Asteroid Program             |
| 33014 Kalinich       | 1997 FE4                 | 31 marzo 1997     | LINEAR                                           |
| 33015 -              | 1997 GF7                 | 2 aprile 1997     | LINEAR                                           |
| 33016 -              | 1997 GZ31                | 13 aprile 1997    | Beijing Schmidt CCD Asteroid Program             |
| 33017 Wroński        | 1997 GM41                | 9 aprile 1997     | E. W. Elst                                       |
| 33018 -              | 1997 HT5                 | 28 aprile 1997    | LINEAR                                           |
| 33019 -              | 1997 ME3                 | 28 giugno 1997    | LINEAR                                           |
| 33020 -              | 1997 MG9                 | 30 giugno 1997    | Spacewatch                                       |
| 33021 -              | 1997 MV10                | 28 giugno 1997    | LINEAR                                           |
| 33022 -              | 1997 NN                  | 1 luglio 1997     | Spacewatch                                       |
| 33023 -              | 1997 PJ3                 | 3 agosto 1997     | Beijing Schmidt CCD Asteroid Program             |
| 33024 -              | 1997 PD5                 | 11 agosto 1997    | Beijing Schmidt CCD Asteroid Program             |
| 33025 -              | 1997 PV5                 | 3 agosto 1997     | Beijing Schmidt CCD Asteroid Program             |
| 33026 -              | 1997 PD6                 | 5 agosto 1997     | J. Broughton                                     |
| 33027 Brouillac      | 1997 QE                  | 23 agosto 1997    | A. Klotz                                         |
| 33028 -              | 1997 QN                  | 24 agosto 1997    | A. Sugie                                         |
| 33029 -              | 1997 QV                  | 25 agosto 1997    | K. A. Williams                                   |
| 33030 -              | 1997 QB2                 | 27 agosto 1997    | Y. Shimizu, T. Urata                             |
| 33031 Paolofini      | 1997 RX                  | 1 settembre 1997  | A. Boattini, M. Tombelli                         |
| 33032 -              | 1997 RQ8                 | 12 settembre 1997 | Beijing Schmidt CCD Asteroid Program             |
| 33033 -              | 1997 RA10                | 12 settembre 1997 | Beijing Schmidt CCD Asteroid Program             |
| 33034 Dianadamrau    | 1997 RC11                | 3 settembre 1997  | ODAS                                             |
| 33035 Pareschi       | 1997 SZ9                 | 27 settembre 1997 | M. Cavagna, A. Testa                             |
| 33036 -              | 1997 ST10                | 26 settembre 1997 | Beijing Schmidt CCD Asteroid Program             |
| 33037 -              | 1997 SB14                | 28 settembre 1997 | Spacewatch                                       |
| 33038 -              | 1997 SP24                | 30 settembre 1997 | Spacewatch                                       |
| 33039 -              | 1997 SA25                | 30 settembre 1997 | Spacewatch                                       |
| 33040 Pavelmayer     | 1997 SO25                | 28 settembre 1997 | M. Wolf                                          |
| 33041 -              | 1997 TG17                | 6 ottobre 1997    | Y. Shimizu, T. Urata                             |
| 33042 -              | 1997 TU18                | 6 ottobre 1997    | Beijing Schmidt CCD Asteroid Program             |
| 33043 -              | 1997 TC23                | 6 ottobre 1997    | Spacewatch                                       |
| 33044 Erikdavy       | 1997 UE                  | 20 ottobre 1997   | P. G. Comba                                      |
| 33045 -              | 1997 UF1                 | 21 ottobre 1997   | Y. Shimizu, T. Urata                             |
| 33046 -              | 1997 UF2                 | 21 ottobre 1997   | Y. Shimizu, T. Urata                             |
| 33047 -              | 1997 UO3                 | 26 ottobre 1997   | T. Kobayashi                                     |
| 33048 -              | 1997 UX4                 | 20 ottobre 1997   | Beijing Schmidt CCD Asteroid Program             |
| 33049 -              | 1997 UF5                 | 25 ottobre 1997   | P. Sicoli, A. Testa                              |
| 33050 -              | 1997 UR6                 | 23 ottobre 1997   | Spacewatch                                       |
| 33051 -              | 1997 UF7                 | 27 ottobre 1997   | R. Linderholm                                    |
| 33052 -              | 1997 UA8                 | 29 ottobre 1997   | Kleť                                             |
| 33053 -              | 1997 UB12                | 23 ottobre 1997   | Spacewatch                                       |
| 33054 Eduardorossi   | 1997 UU14                | 26 ottobre 1997   | M. Tombelli, A. Boattini                         |
| 33055 -              | 1997 UB15                | 26 ottobre 1997   | Y. Shimizu, T. Urata                             |
| 33056 Ogunimachi     | 1997 UG15                | 29 ottobre 1997   | T. Okuni                                         |
| 33057 -              | 1997 US17                | 25 ottobre 1997   | Spacewatch                                       |
| 33058 Kovařík        | 1997 UP20                | 22 ottobre 1997   | P. Pravec, L. Šarounová                          |
| 33059 -              | 1997 VS                  | 1 novembre 1997   | K. Endate, K. Watanabe                           |
| 33060 -              | 1997 VY                  | 1 novembre 1997   | T. Kobayashi                                     |
| 33061 Václavmorava   | 1997 VA1                 | 2 novembre 1997   | J. Tichá, M. Tichý                               |
| 33062 -              | 1997 VT2                 | 1 novembre 1997   | Beijing Schmidt CCD Asteroid Program             |
| 33063 -              | 1997 VB3                 | 6 novembre 1997   | T. Kobayashi                                     |
| 33064 -              | 1997 VS3                 | 6 novembre 1997   | T. Kobayashi                                     |
| 33065 -              | 1997 VQ5                 | 8 novembre 1997   | T. Kobayashi                                     |
| 33066 -              | 1997 VS6                 | 3 novembre 1997   | Stroncone                                        |
| 33067 -              | 1997 WJ                  | 18 novembre 1997  | T. Kobayashi                                     |
| 33068 -              | 1997 WO1                 | 21 novembre 1997  | Beijing Schmidt CCD Asteroid Program             |
| 33069 -              | 1997 WQ2                 | 23 novembre 1997  | T. Kobayashi                                     |
| 33070 -              | 1997 WY7                 | 23 novembre 1997  | N. Sato                                          |
| 33071 -              | 1997 WJ12                | 22 novembre 1997  | Spacewatch                                       |
| 33072 -              | 1997 WO12                | 23 novembre 1997  | Spacewatch                                       |
| 33073 -              | 1997 WU16                | 28 novembre 1997  | NEAT                                             |
| 33074 -              | 1997 WP21                | 30 novembre 1997  | T. Kobayashi                                     |
| 33075 -              | 1997 WV22                | 22 novembre 1997  | Spacewatch                                       |
| 33076 -              | 1997 WM24                | 28 novembre 1997  | Spacewatch                                       |
| 33077 -              | 1997 WG25                | 28 novembre 1997  | Spacewatch                                       |
| 33078 -              | 1997 WN35                | 29 novembre 1997  | LINEAR                                           |
| 33079 -              | 1997 WB39                | 29 novembre 1997  | LINEAR                                           |
| 33080 -              | 1997 WF39                | 29 novembre 1997  | LINEAR                                           |
| 33081 -              | 1997 WR41                | 29 novembre 1997  | LINEAR                                           |
| 33082 -              | 1997 WF43                | 29 novembre 1997  | LINEAR                                           |
| 33083 -              | 1997 WN47                | 26 novembre 1997  | LINEAR                                           |
| 33084 -              | 1997 WX49                | 26 novembre 1997  | LINEAR                                           |
| 33085 -              | 1997 WN56                | 21 novembre 1997  | Spacewatch                                       |
| 33086 -              | 1997 XS                  | 3 dicembre 1997   | T. Kobayashi                                     |
| 33087 -              | 1997 XX                  | 3 dicembre 1997   | T. Kobayashi                                     |
| 33088 -              | 1997 XX9                 | 3 dicembre 1997   | N. Sato                                          |
| 33089 -              | 1997 XK11                | 15 dicembre 1997  | Beijing Schmidt CCD Asteroid Program             |
| 33090 -              | 1997 XT11                | 13 dicembre 1997  | Beijing Schmidt CCD Asteroid Program             |
| 33091 -              | 1997 XO12                | 4 dicembre 1997   | LINEAR                                           |
| 33092 -              | 1997 YR1                 | 20 dicembre 1997  | Beijing Schmidt CCD Asteroid Program             |
| 33093 -              | 1997 YF3                 | 24 dicembre 1997  | T. Kobayashi                                     |
| 33094 -              | 1997 YG5                 | 23 dicembre 1997  | P. Antonini                                      |
| 33095 -              | 1997 YM5                 | 25 dicembre 1997  | T. Kobayashi                                     |
| 33096 -              | 1997 YS6                 | 25 dicembre 1997  | N. Sato                                          |
| 33097 -              | 1997 YB7                 | 25 dicembre 1997  | NEAT                                             |
| 33098 -              | 1997 YG7                 | 25 dicembre 1997  | T. Kobayashi                                     |
| 33099 -              | 1997 YN8                 | 27 dicembre 1997  | F. B. Zoltowski                                  |
| 33100 Udine          | 1997 YK9                 | 28 dicembre 1997  | Farra d'Isonzo                                   |

## 33101-33200
| Nome                  | Designazione provvisoria | Data di scoperta | Scopritore                           |
| --------------------- | ------------------------ | ---------------- | ------------------------------------ |
| 33101 -               | 1997 YN10                | 28 dicembre 1997 | T. Kobayashi                         |
| 33102 -               | 1997 YJ11                | 22 dicembre 1997 | Beijing Schmidt CCD Asteroid Program |
| 33103 Pintar          | 1997 YA12                | 27 dicembre 1997 | R. A. Tucker                         |
| 33104 -               | 1997 YJ13                | 29 dicembre 1997 | Spacewatch                           |
| 33105 -               | 1997 YB14                | 31 dicembre 1997 | T. Kobayashi                         |
| 33106 -               | 1997 YG16                | 31 dicembre 1997 | T. Urata                             |
| 33107 -               | 1997 YL16                | 31 dicembre 1997 | Y. Shimizu, T. Urata                 |
| 33108 -               | 1997 YJ18                | 21 dicembre 1997 | Beijing Schmidt CCD Asteroid Program |
| 33109 -               | 1998 AB2                 | 1 gennaio 1998   | Spacewatch                           |
| 33110 -               | 1998 AM10                | 2 gennaio 1998   | J. Broughton                         |
| 33111 -               | 1998 BL                  | 18 gennaio 1998  | T. Kobayashi                         |
| 33112 -               | 1998 BL1                 | 19 gennaio 1998  | T. Kobayashi                         |
| 33113 Julabeth        | 1998 BZ3                 | 22 gennaio 1998  | P. G. Comba                          |
| 33114 -               | 1998 BH5                 | 18 gennaio 1998  | Spacewatch                           |
| 33115 -               | 1998 BB8                 | 25 gennaio 1998  | T. Kobayashi                         |
| 33116 -               | 1998 BO12                | 23 gennaio 1998  | LINEAR                               |
| 33117 Ashinimodi      | 1998 BR12                | 23 gennaio 1998  | LINEAR                               |
| 33118 Naiknaware      | 1998 BZ12                | 23 gennaio 1998  | LINEAR                               |
| 33119 -               | 1998 BE15                | 24 gennaio 1998  | NEAT                                 |
| 33120 -               | 1998 BQ15                | 24 gennaio 1998  | NEAT                                 |
| 33121 -               | 1998 BR15                | 24 gennaio 1998  | NEAT                                 |
| 33122 -               | 1998 BR17                | 22 gennaio 1998  | Spacewatch                           |
| 33123 -               | 1998 BG31                | 26 gennaio 1998  | Spacewatch                           |
| 33124 -               | 1998 BN33                | 31 gennaio 1998  | T. Kobayashi                         |
| 33125 -               | 1998 BU33                | 31 gennaio 1998  | T. Kobayashi                         |
| 33126 -               | 1998 BB34                | 31 gennaio 1998  | T. Kobayashi                         |
| 33127 -               | 1998 BO46                | 26 gennaio 1998  | NEAT                                 |
| 33128 -               | 1998 BU48                | 22 gennaio 1998  | N. Danzl                             |
| 33129 Ivankrasko      | 1998 CB                  | 1 febbraio 1998  | P. Kolény, L. Kornoš                 |
| 33130 -               | 1998 CR1                 | 1 febbraio 1998  | W. Bickel                            |
| 33131 -               | 1998 CW3                 | 6 febbraio 1998  | E. W. Elst                           |
| 33132 -               | 1998 CD4                 | 13 febbraio 1998 | Beijing Schmidt CCD Asteroid Program |
| 33133 -               | 1998 CF4                 | 6 febbraio 1998  | E. W. Elst                           |
| 33134 -               | 1998 CZ4                 | 6 febbraio 1998  | E. W. Elst                           |
| 33135 Davidrisoldi    | 1998 DX                  | 19 febbraio 1998 | Stroncone                            |
| 33136 -               | 1998 DZ                  | 18 febbraio 1998 | Kleť                                 |
| 33137 Strejček        | 1998 DO1                 | 20 febbraio 1998 | A. Galád, A. Pravda                  |
| 33138 -               | 1998 DQ2                 | 20 febbraio 1998 | ODAS                                 |
| 33139 -               | 1998 DU2                 | 16 febbraio 1998 | Beijing Schmidt CCD Asteroid Program |
| 33140 -               | 1998 DF3                 | 22 febbraio 1998 | NEAT                                 |
| 33141 -               | 1998 DZ4                 | 22 febbraio 1998 | NEAT                                 |
| 33142 -               | 1998 DL6                 | 22 febbraio 1998 | NEAT                                 |
| 33143 -               | 1998 DJ7                 | 21 febbraio 1998 | Spacewatch                           |
| 33144 -               | 1998 DM7                 | 22 febbraio 1998 | Spacewatch                           |
| 33145 -               | 1998 DK8                 | 21 febbraio 1998 | Beijing Schmidt CCD Asteroid Program |
| 33146 -               | 1998 DL8                 | 21 febbraio 1998 | Beijing Schmidt CCD Asteroid Program |
| 33147 -               | 1998 DD9                 | 22 febbraio 1998 | NEAT                                 |
| 33148 -               | 1998 DM9                 | 22 febbraio 1998 | NEAT                                 |
| 33149 -               | 1998 DE10                | 22 febbraio 1998 | NEAT                                 |
| 33150 -               | 1998 DN10                | 23 febbraio 1998 | NEAT                                 |
| 33151 Tomasobelloni   | 1998 DY11                | 25 febbraio 1998 | M. Cavagna, P. Ghezzi                |
| 33152 -               | 1998 DV12                | 26 febbraio 1998 | P. G. Comba                          |
| 33153 -               | 1998 DH15                | 22 febbraio 1998 | NEAT                                 |
| 33154 Talent          | 1998 DT15                | 22 febbraio 1998 | NEAT                                 |
| 33155 -               | 1998 DD17                | 23 febbraio 1998 | Spacewatch                           |
| 33156 -               | 1998 DG17                | 23 febbraio 1998 | Spacewatch                           |
| 33157 Pertile         | 1998 DF20                | 24 febbraio 1998 | P. Pravec                            |
| 33158 Rúfus           | 1998 DU23                | 26 febbraio 1998 | P. Kolény, L. Kornoš                 |
| 33159 -               | 1998 DQ33                | 27 febbraio 1998 | E. W. Elst                           |
| 33160 Denismukwege    | 1998 DW34                | 27 febbraio 1998 | E. W. Elst                           |
| 33161 -               | 1998 DE35                | 27 febbraio 1998 | E. W. Elst                           |
| 33162 Sofiarandich    | 1998 DT35                | 27 febbraio 1998 | G. Forti, M. Tombelli                |
| 33163 Alainaspect     | 1998 EH                  | 2 marzo 1998     | ODAS                                 |
| 33164 -               | 1998 EB2                 | 2 marzo 1998     | ODAS                                 |
| 33165 Joschhambsch    | 1998 EO2                 | 2 marzo 1998     | ODAS                                 |
| 33166 -               | 1998 EV8                 | 5 marzo 1998     | Beijing Schmidt CCD Asteroid Program |
| 33167 -               | 1998 EJ9                 | 11 marzo 1998    | Beijing Schmidt CCD Asteroid Program |
| 33168 -               | 1998 ED10                | 2 marzo 1998     | Beijing Schmidt CCD Asteroid Program |
| 33169 -               | 1998 EU10                | 1 marzo 1998     | E. W. Elst                           |
| 33170 -               | 1998 EE11                | 1 marzo 1998     | E. W. Elst                           |
| 33171 -               | 1998 EF14                | 1 marzo 1998     | E. W. Elst                           |
| 33172 -               | 1998 EK14                | 1 marzo 1998     | E. W. Elst                           |
| 33173 -               | 1998 FC                  | 16 marzo 1998    | T. Kobayashi                         |
| 33174 -               | 1998 FK3                 | 22 marzo 1998    | T. Kobayashi                         |
| 33175 Isabellegleeson | 1998 FP5                 | 22 marzo 1998    | A. Galád, A. Pravda                  |
| 33176 -               | 1998 FN12                | 20 marzo 1998    | Beijing Schmidt CCD Asteroid Program |
| 33177 -               | 1998 FR14                | 26 marzo 1998    | ODAS                                 |
| 33178 -               | 1998 FL15                | 27 marzo 1998    | F. B. Zoltowski                      |
| 33179 Arsènewenger    | 1998 FY15                | 29 marzo 1998    | I. P. Griffin                        |
| 33180 -               | 1998 FD17                | 20 marzo 1998    | LINEAR                               |
| 33181 Aalokpatwa      | 1998 FN17                | 20 marzo 1998    | LINEAR                               |
| 33182 -               | 1998 FT26                | 20 marzo 1998    | LINEAR                               |
| 33183 -               | 1998 FA28                | 20 marzo 1998    | LINEAR                               |
| 33184 -               | 1998 FM30                | 20 marzo 1998    | LINEAR                               |
| 33185 -               | 1998 FB31                | 20 marzo 1998    | LINEAR                               |
| 33186 -               | 1998 FR34                | 20 marzo 1998    | LINEAR                               |
| 33187 Pizzolato       | 1998 FD36                | 20 marzo 1998    | LINEAR                               |
| 33188 Shreya          | 1998 FC43                | 20 marzo 1998    | LINEAR                               |
| 33189 Ritzdorf        | 1998 FK43                | 20 marzo 1998    | LINEAR                               |
| 33190 Sigrest         | 1998 FV43                | 20 marzo 1998    | LINEAR                               |
| 33191 Santiagostone   | 1998 FW43                | 20 marzo 1998    | LINEAR                               |
| 33192 -               | 1998 FD44                | 20 marzo 1998    | LINEAR                               |
| 33193 Emhyr           | 1998 FO47                | 20 marzo 1998    | LINEAR                               |
| 33194 -               | 1998 FE48                | 20 marzo 1998    | LINEAR                               |
| 33195 Davenyadav      | 1998 FO48                | 20 marzo 1998    | LINEAR                               |
| 33196 Kaienyang       | 1998 FX48                | 20 marzo 1998    | LINEAR                               |
| 33197 Charlallen      | 1998 FA52                | 20 marzo 1998    | LINEAR                               |
| 33198 Mackewicz       | 1998 FV52                | 20 marzo 1998    | LINEAR                               |
| 33199 -               | 1998 FS53                | 20 marzo 1998    | LINEAR                               |
| 33200 Carasummit      | 1998 FY53                | 20 marzo 1998    | LINEAR                               |

## 33201-33300
| Nome                   | Designazione provvisoria | Data di scoperta | Scopritore                           |
| ---------------------- | ------------------------ | ---------------- | ------------------------------------ |
| 33201 Thomasartiss     | 1998 FL54                | 20 marzo 1998    | LINEAR                               |
| 33202 Davignon         | 1998 FY54                | 20 marzo 1998    | LINEAR                               |
| 33203 -                | 1998 FA57                | 20 marzo 1998    | LINEAR                               |
| 33204 -                | 1998 FP57                | 20 marzo 1998    | LINEAR                               |
| 33205 Graigmarx        | 1998 FH58                | 20 marzo 1998    | LINEAR                               |
| 33206 -                | 1998 FB60                | 20 marzo 1998    | LINEAR                               |
| 33207 -                | 1998 FU64                | 20 marzo 1998    | LINEAR                               |
| 33208 -                | 1998 FL65                | 20 marzo 1998    | LINEAR                               |
| 33209 -                | 1998 FD67                | 20 marzo 1998    | LINEAR                               |
| 33210 Johnrobertson    | 1998 FC70                | 20 marzo 1998    | LINEAR                               |
| 33211 -                | 1998 FG74                | 30 marzo 1998    | F. B. Zoltowski                      |
| 33212 -                | 1998 FG76                | 24 marzo 1998    | LINEAR                               |
| 33213 Diggs            | 1998 FB80                | 24 marzo 1998    | LINEAR                               |
| 33214 -                | 1998 FP90                | 24 marzo 1998    | LINEAR                               |
| 33215 Garyjones        | 1998 FU90                | 24 marzo 1998    | LINEAR                               |
| 33216 -                | 1998 FW96                | 31 marzo 1998    | LINEAR                               |
| 33217 Bonnybasu        | 1998 FJ97                | 31 marzo 1998    | LINEAR                               |
| 33218 -                | 1998 FO106               | 31 marzo 1998    | LINEAR                               |
| 33219 De Los Santos    | 1998 FN107               | 31 marzo 1998    | LINEAR                               |
| 33220 -                | 1998 FS109               | 31 marzo 1998    | LINEAR                               |
| 33221 Raqueljacobson   | 1998 FS111               | 31 marzo 1998    | LINEAR                               |
| 33222 Gillingham       | 1998 FG112               | 31 marzo 1998    | LINEAR                               |
| 33223 -                | 1998 FT113               | 31 marzo 1998    | LINEAR                               |
| 33224 Lesrogers        | 1998 FG114               | 31 marzo 1998    | LINEAR                               |
| 33225 -                | 1998 FA118               | 31 marzo 1998    | LINEAR                               |
| 33226 Melissamacko     | 1998 FW121               | 20 marzo 1998    | LINEAR                               |
| 33227 -                | 1998 FX121               | 20 marzo 1998    | LINEAR                               |
| 33228 -                | 1998 FZ121               | 20 marzo 1998    | LINEAR                               |
| 33229 -                | 1998 FC124               | 24 marzo 1998    | LINEAR                               |
| 33230 Libbyrobertson   | 1998 FC128               | 25 marzo 1998    | LINEAR                               |
| 33231 -                | 1998 FH146               | 24 marzo 1998    | LINEAR                               |
| 33232 -                | 1998 GE3                 | 2 aprile 1998    | LINEAR                               |
| 33233 -                | 1998 GT6                 | 2 aprile 1998    | LINEAR                               |
| 33234 -                | 1998 GL7                 | 2 aprile 1998    | LINEAR                               |
| 33235 -                | 1998 GB8                 | 2 aprile 1998    | LINEAR                               |
| 33236 -                | 1998 GV8                 | 2 aprile 1998    | LINEAR                               |
| 33237 -                | 1998 GY8                 | 2 aprile 1998    | LINEAR                               |
| 33238 -                | 1998 GE9                 | 2 aprile 1998    | LINEAR                               |
| 33239 -                | 1998 GO9                 | 2 aprile 1998    | LINEAR                               |
| 33240 -                | 1998 HC3                 | 20 aprile 1998   | Kleť                                 |
| 33241 Jeanmedas        | 1998 HX5                 | 21 aprile 1998   | ODAS                                 |
| 33242 -                | 1998 HR6                 | 22 aprile 1998   | ODAS                                 |
| 33243 -                | 1998 HY7                 | 24 aprile 1998   | NEAT                                 |
| 33244 -                | 1998 HO13                | 18 aprile 1998   | LINEAR                               |
| 33245 -                | 1998 HV14                | 17 aprile 1998   | Spacewatch                           |
| 33246 -                | 1998 HK17                | 18 aprile 1998   | LINEAR                               |
| 33247 Iannacone        | 1998 HO18                | 18 aprile 1998   | LINEAR                               |
| 33248 Nataliehowell    | 1998 HY18                | 18 aprile 1998   | LINEAR                               |
| 33249 Pamelasvenson    | 1998 HE22                | 20 aprile 1998   | LINEAR                               |
| 33250 -                | 1998 HO23                | 25 aprile 1998   | NEAT                                 |
| 33251 Marcvandenbroeck | 1998 HS24                | 22 aprile 1998   | T. Pauwels                           |
| 33252 -                | 1998 HA28                | 22 aprile 1998   | Spacewatch                           |
| 33253 -                | 1998 HJ29                | 20 aprile 1998   | LINEAR                               |
| 33254 Sundaresakumar   | 1998 HE30                | 20 aprile 1998   | LINEAR                               |
| 33255 Kathybush        | 1998 HB32                | 20 aprile 1998   | LINEAR                               |
| 33256 -                | 1998 HK35                | 20 aprile 1998   | LINEAR                               |
| 33257 -                | 1998 HS37                | 20 aprile 1998   | LINEAR                               |
| 33258 Femariebustos    | 1998 HX38                | 20 aprile 1998   | LINEAR                               |
| 33259 -                | 1998 HL39                | 20 aprile 1998   | LINEAR                               |
| 33260 -                | 1998 HJ43                | 24 aprile 1998   | NEAT                                 |
| 33261 Ginagarlie       | 1998 HQ45                | 20 aprile 1998   | LINEAR                               |
| 33262 Marklewis        | 1998 HK51                | 25 aprile 1998   | LONEOS                               |
| 33263 Willhutch        | 1998 HP53                | 21 aprile 1998   | LINEAR                               |
| 33264 Maryrogers       | 1998 HM56                | 21 aprile 1998   | LINEAR                               |
| 33265 -                | 1998 HC63                | 21 aprile 1998   | LINEAR                               |
| 33266 -                | 1998 HW78                | 21 aprile 1998   | LINEAR                               |
| 33267 -                | 1998 HY93                | 21 aprile 1998   | LINEAR                               |
| 33268 -                | 1998 HZ93                | 21 aprile 1998   | LINEAR                               |
| 33269 Broccoli         | 1998 HC95                | 21 aprile 1998   | LINEAR                               |
| 33270 Katiecrysup      | 1998 HJ99                | 21 aprile 1998   | LINEAR                               |
| 33271 -                | 1998 HS101               | 28 aprile 1998   | LINEAR                               |
| 33272 -                | 1998 HC102               | 25 aprile 1998   | E. W. Elst                           |
| 33273 -                | 1998 HM103               | 23 aprile 1998   | LINEAR                               |
| 33274 Beaubingham      | 1998 HT105               | 23 aprile 1998   | LINEAR                               |
| 33275 -                | 1998 HD115               | 23 aprile 1998   | LINEAR                               |
| 33276 -                | 1998 HS115               | 23 aprile 1998   | LINEAR                               |
| 33277 -                | 1998 HO119               | 23 aprile 1998   | LINEAR                               |
| 33278 -                | 1998 HR119               | 23 aprile 1998   | LINEAR                               |
| 33279 -                | 1998 HA120               | 23 aprile 1998   | LINEAR                               |
| 33280 -                | 1998 HT120               | 23 aprile 1998   | LINEAR                               |
| 33281 -                | 1998 HE125               | 23 aprile 1998   | LINEAR                               |
| 33282 Arjunramani      | 1998 HZ129               | 19 aprile 1998   | LINEAR                               |
| 33283 -                | 1998 HJ148               | 25 aprile 1998   | E. W. Elst                           |
| 33284 -                | 1998 HD153               | 24 aprile 1998   | LINEAR                               |
| 33285 Martínleiva      | 1998 JR2                 | 1 maggio 1998    | LONEOS                               |
| 33286 -                | 1998 KA                  | 16 maggio 1998   | F. B. Zoltowski                      |
| 33287 Lasue            | 1998 KE1                 | 18 maggio 1998   | LONEOS                               |
| 33288 Shixian          | 1998 KL4                 | 22 maggio 1998   | LONEOS                               |
| 33289 -                | 1998 KP5                 | 18 maggio 1998   | Spacewatch                           |
| 33290 Carloszuluaga    | 1998 KZ7                 | 23 maggio 1998   | LONEOS                               |
| 33291 -                | 1998 KP9                 | 20 maggio 1998   | Beijing Schmidt CCD Asteroid Program |
| 33292 -                | 1998 KT26                | 27 maggio 1998   | Spacewatch                           |
| 33293 -                | 1998 KM31                | 22 maggio 1998   | LINEAR                               |
| 33294 -                | 1998 KM35                | 22 maggio 1998   | LINEAR                               |
| 33295 -                | 1998 KV40                | 22 maggio 1998   | LINEAR                               |
| 33296 Jennylarson      | 1998 KN42                | 27 maggio 1998   | LONEOS                               |
| 33297 -                | 1998 KW44                | 22 maggio 1998   | LINEAR                               |
| 33298 -                | 1998 KY44                | 22 maggio 1998   | LINEAR                               |
| 33299 -                | 1998 KN45                | 22 maggio 1998   | LINEAR                               |
| 33300 -                | 1998 KP45                | 22 maggio 1998   | LINEAR                               |

## 33301-33400
| Nome                  | Designazione provvisoria | Data di scoperta  | Scopritore                           |
| --------------------- | ------------------------ | ----------------- | ------------------------------------ |
| 33301 -               | 1998 KH47                | 22 maggio 1998    | LINEAR                               |
| 33302 -               | 1998 KV48                | 23 maggio 1998    | LINEAR                               |
| 33303 -               | 1998 KW48                | 23 maggio 1998    | LINEAR                               |
| 33304 -               | 1998 KH50                | 23 maggio 1998    | LINEAR                               |
| 33305 -               | 1998 KQ50                | 23 maggio 1998    | LINEAR                               |
| 33306 -               | 1998 KT50                | 23 maggio 1998    | LINEAR                               |
| 33307 -               | 1998 KX52                | 23 maggio 1998    | LINEAR                               |
| 33308 -               | 1998 KR53                | 23 maggio 1998    | LINEAR                               |
| 33309 -               | 1998 KY53                | 23 maggio 1998    | LINEAR                               |
| 33310 -               | 1998 KF54                | 23 maggio 1998    | LINEAR                               |
| 33311 -               | 1998 KX54                | 23 maggio 1998    | LINEAR                               |
| 33312 -               | 1998 KG57                | 22 maggio 1998    | LINEAR                               |
| 33313 -               | 1998 KJ60                | 23 maggio 1998    | LINEAR                               |
| 33314 -               | 1998 KX60                | 23 maggio 1998    | LINEAR                               |
| 33315 -               | 1998 KA63                | 22 maggio 1998    | LINEAR                               |
| 33316 -               | 1998 KY65                | 27 maggio 1998    | LINEAR                               |
| 33317 -               | 1998 MT5                 | 19 giugno 1998    | LINEAR                               |
| 33318 -               | 1998 MU9                 | 19 giugno 1998    | LINEAR                               |
| 33319 Kunqu           | 1998 MJ41                | 28 giugno 1998    | E. W. Elst                           |
| 33320 -               | 1998 OP12                | 26 luglio 1998    | E. W. Elst                           |
| 33321 -               | 1998 QL                  | 17 agosto 1998    | F. B. Zoltowski                      |
| 33322 -               | 1998 QQ5                 | 19 agosto 1998    | LINEAR                               |
| 33323 Lucaspaganini   | 1998 QN53                | 23 agosto 1998    | LONEOS                               |
| 33324 -               | 1998 QE56                | 28 agosto 1998    | LINEAR                               |
| 33325 -               | 1998 RH3                 | 14 settembre 1998 | LINEAR                               |
| 33326 -               | 1998 RJ4                 | 14 settembre 1998 | LINEAR                               |
| 33327 -               | 1998 RV4                 | 14 settembre 1998 | LINEAR                               |
| 33328 Archanaverma    | 1998 RV41                | 14 settembre 1998 | LINEAR                               |
| 33329 Stefanwan       | 1998 RY77                | 14 settembre 1998 | LINEAR                               |
| 33330 Barèges         | 1998 SW                  | 16 settembre 1998 | ODAS                                 |
| 33331 -               | 1998 SY21                | 23 settembre 1998 | Višnjan Observatory                  |
| 33332 -               | 1998 SN34                | 26 settembre 1998 | LINEAR                               |
| 33333 -               | 1998 SP66                | 20 settembre 1998 | E. W. Elst                           |
| 33334 Turon           | 1998 VM4                 | 11 novembre 1998  | ODAS                                 |
| 33335 Guibert         | 1998 VQ4                 | 11 novembre 1998  | ODAS                                 |
| 33336 -               | 1998 VF7                 | 10 novembre 1998  | LINEAR                               |
| 33337 Amberyang       | 1998 VA11                | 10 novembre 1998  | LINEAR                               |
| 33338 -               | 1998 VF21                | 10 novembre 1998  | LINEAR                               |
| 33339 -               | 1998 VR32                | 15 novembre 1998  | CSS                                  |
| 33340 -               | 1998 VG44                | 14 novembre 1998  | J. A. Larsen, N. Danzl, A. Gleason   |
| 33341 -               | 1998 WA5                 | 19 novembre 1998  | CSS                                  |
| 33342 -               | 1998 WT24                | 25 novembre 1998  | LINEAR                               |
| 33343 Madorobin       | 1998 XT10                | 15 dicembre 1998  | ODAS                                 |
| 33344 Madymesplé      | 1998 XN13                | 15 dicembre 1998  | ODAS                                 |
| 33345 Nataliedessay   | 1998 XC14                | 15 dicembre 1998  | ODAS                                 |
| 33346 Sabinedevieilhe | 1998 XD14                | 15 dicembre 1998  | ODAS                                 |
| 33347 Maryzhu         | 1998 XJ35                | 14 dicembre 1998  | LINEAR                               |
| 33348 Stevelliott     | 1998 XO39                | 14 dicembre 1998  | LINEAR                               |
| 33349 -               | 1998 XF72                | 14 dicembre 1998  | LINEAR                               |
| 33350 -               | 1998 XY86                | 15 dicembre 1998  | LINEAR                               |
| 33351 -               | 1998 XZ89                | 15 dicembre 1998  | LINEAR                               |
| 33352 -               | 1998 XF95                | 15 dicembre 1998  | LINEAR                               |
| 33353 Chattopadhyay   | 1998 XU95                | 15 dicembre 1998  | LINEAR                               |
| 33354 -               | 1998 YZ16                | 22 dicembre 1998  | Spacewatch                           |
| 33355 -               | 1998 YJ19                | 25 dicembre 1998  | Spacewatch                           |
| 33356 -               | 1999 AM3                 | 9 gennaio 1999    | T. Kagawa                            |
| 33357 -               | 1999 AX5                 | 12 gennaio 1999   | T. Kobayashi                         |
| 33358 -               | 1999 AD8                 | 13 gennaio 1999   | T. Kobayashi                         |
| 33359 -               | 1999 AD19                | 13 gennaio 1999   | Spacewatch                           |
| 33360 -               | 1999 AK25                | 15 gennaio 1999   | S. Donati                            |
| 33361 -               | 1999 AU25                | 15 gennaio 1999   | ODAS                                 |
| 33362 -               | 1999 BP1                 | 16 gennaio 1999   | K. Korlević                          |
| 33363 -               | 1999 BO4                 | 19 gennaio 1999   | ODAS                                 |
| 33364 -               | 1999 BX5                 | 20 gennaio 1999   | K. Korlević                          |
| 33365 -               | 1999 BQ6                 | 20 gennaio 1999   | ODAS                                 |
| 33366 -               | 1999 BF7                 | 21 gennaio 1999   | T. Kobayashi                         |
| 33367 -               | 1999 BD8                 | 22 gennaio 1999   | K. Korlević                          |
| 33368 -               | 1999 BD9                 | 22 gennaio 1999   | K. Korlević                          |
| 33369 -               | 1999 BE11                | 20 gennaio 1999   | ODAS                                 |
| 33370 -               | 1999 BQ11                | 20 gennaio 1999   | ODAS                                 |
| 33371 -               | 1999 BS11                | 21 gennaio 1999   | ODAS                                 |
| 33372 Jonathanchung   | 1999 BP23                | 18 gennaio 1999   | LINEAR                               |
| 33373 -               | 1999 BL28                | 17 gennaio 1999   | Spacewatch                           |
| 33374 -               | 1999 CE2                 | 6 febbraio 1999   | K. Korlević                          |
| 33375 -               | 1999 CD4                 | 9 febbraio 1999   | Beijing Schmidt CCD Asteroid Program |
| 33376 Medi            | 1999 CZ8                 | 6 febbraio 1999   | V. Goretti                           |
| 33377 Večerníček      | 1999 CR9                 | 12 febbraio 1999  | P. Pravec                            |
| 33378 -               | 1999 CE14                | 13 febbraio 1999  | T. Kagawa                            |
| 33379 Rohandalvi      | 1999 CX23                | 10 febbraio 1999  | LINEAR                               |
| 33380 -               | 1999 CC33                | 10 febbraio 1999  | LINEAR                               |
| 33381 -               | 1999 CD33                | 10 febbraio 1999  | LINEAR                               |
| 33382 Indranidas      | 1999 CE33                | 10 febbraio 1999  | LINEAR                               |
| 33383 Edupuganti      | 1999 CV36                | 10 febbraio 1999  | LINEAR                               |
| 33384 Jacyfang        | 1999 CV42                | 10 febbraio 1999  | LINEAR                               |
| 33385 -               | 1999 CY46                | 10 febbraio 1999  | LINEAR                               |
| 33386 -               | 1999 CJ48                | 10 febbraio 1999  | LINEAR                               |
| 33387 -               | 1999 CA49                | 10 febbraio 1999  | LINEAR                               |
| 33388 -               | 1999 CH50                | 10 febbraio 1999  | LINEAR                               |
| 33389 Isairisgreco    | 1999 CZ50                | 10 febbraio 1999  | LINEAR                               |
| 33390 Hajlasz         | 1999 CJ51                | 10 febbraio 1999  | LINEAR                               |
| 33391 -               | 1999 CN51                | 10 febbraio 1999  | LINEAR                               |
| 33392 Blakehord       | 1999 CH54                | 10 febbraio 1999  | LINEAR                               |
| 33393 Khandelwal      | 1999 CL54                | 10 febbraio 1999  | LINEAR                               |
| 33394 Nathaniellee    | 1999 CR54                | 10 febbraio 1999  | LINEAR                               |
| 33395 Dylanli         | 1999 CU54                | 10 febbraio 1999  | LINEAR                               |
| 33396 Vrindamadan     | 1999 CU56                | 10 febbraio 1999  | LINEAR                               |
| 33397 Prathiknaidu    | 1999 CG57                | 10 febbraio 1999  | LINEAR                               |
| 33398 -               | 1999 CQ58                | 10 febbraio 1999  | LINEAR                               |
| 33399 Emilyann        | 1999 CC59                | 10 febbraio 1999  | LINEAR                               |
| 33400 Laurapierson    | 1999 CJ59                | 10 febbraio 1999  | LINEAR                               |

## 33401-33500
| Nome                  | Designazione provvisoria | Data di scoperta | Scopritore                           |
| --------------------- | ------------------------ | ---------------- | ------------------------------------ |
| 33401 Radiya-Dixit    | 1999 CC68                | 12 febbraio 1999 | LINEAR                               |
| 33402 Canizares       | 1999 CC71                | 12 febbraio 1999 | LINEAR                               |
| 33403 -               | 1999 CN73                | 12 febbraio 1999 | LINEAR                               |
| 33404 -               | 1999 CT73                | 12 febbraio 1999 | LINEAR                               |
| 33405 Rekhtman        | 1999 CW73                | 12 febbraio 1999 | LINEAR                               |
| 33406 Saltzman        | 1999 CM74                | 12 febbraio 1999 | LINEAR                               |
| 33407 -               | 1999 CA75                | 12 febbraio 1999 | LINEAR                               |
| 33408 Mananshah       | 1999 CW76                | 12 febbraio 1999 | LINEAR                               |
| 33409 -               | 1999 CD77                | 12 febbraio 1999 | LINEAR                               |
| 33410 -               | 1999 CX85                | 10 febbraio 1999 | LINEAR                               |
| 33411 -               | 1999 CV91                | 10 febbraio 1999 | LINEAR                               |
| 33412 Arjunsubra      | 1999 CX96                | 10 febbraio 1999 | LINEAR                               |
| 33413 Alecsun         | 1999 CP99                | 10 febbraio 1999 | LINEAR                               |
| 33414 Jessicatian     | 1999 CP100               | 10 febbraio 1999 | LINEAR                               |
| 33415 Felixwang       | 1999 CB101               | 10 febbraio 1999 | LINEAR                               |
| 33416 -               | 1999 CW101               | 10 febbraio 1999 | LINEAR                               |
| 33417 -               | 1999 CV103               | 12 febbraio 1999 | LINEAR                               |
| 33418 Jacksonweaver   | 1999 CJ106               | 12 febbraio 1999 | LINEAR                               |
| 33419 Wellman         | 1999 CD112               | 12 febbraio 1999 | LINEAR                               |
| 33420 Derekwoo        | 1999 CT116               | 12 febbraio 1999 | LINEAR                               |
| 33421 Byronxu         | 1999 CN118               | 13 febbraio 1999 | LINEAR                               |
| 33422 -               | 1999 CN135               | 8 febbraio 1999  | Spacewatch                           |
| 33423 -               | 1999 DK                  | 16 febbraio 1999 | ODAS                                 |
| 33424 -               | 1999 DC2                 | 16 febbraio 1999 | LINEAR                               |
| 33425 -               | 1999 DP2                 | 19 febbraio 1999 | T. Kobayashi                         |
| 33426 -               | 1999 DR2                 | 19 febbraio 1999 | T. Kobayashi                         |
| 33427 -               | 1999 DZ2                 | 21 febbraio 1999 | T. Kobayashi                         |
| 33428 -               | 1999 DO3                 | 18 febbraio 1999 | K. Korlević, M. Jurić                |
| 33429 -               | 1999 DL4                 | 23 febbraio 1999 | K. Korlević, M. Jurić                |
| 33430 -               | 1999 EH                  | 7 marzo 1999     | J. Broughton                         |
| 33431 -               | 1999 EK                  | 9 marzo 1999     | T. Stafford                          |
| 33432 -               | 1999 ET3                 | 15 marzo 1999    | P. G. Comba                          |
| 33433 Maurilia        | 1999 EZ4                 | 14 marzo 1999    | S. Sposetti                          |
| 33434 Scottmanley     | 1999 FU                  | 17 marzo 1999    | ODAS                                 |
| 33435 -               | 1999 FD4                 | 16 marzo 1999    | Spacewatch                           |
| 33436 -               | 1999 FZ6                 | 20 marzo 1999    | ODAS                                 |
| 33437 Ordenovic       | 1999 FK9                 | 22 marzo 1999    | LONEOS                               |
| 33438 Mauriziopajola  | 1999 FE10                | 22 marzo 1999    | LONEOS                               |
| 33439 -               | 1999 FF18                | 20 marzo 1999    | LONEOS                               |
| 33440 Nicholasprato   | 1999 FR18                | 22 marzo 1999    | LONEOS                               |
| 33441 Catherineprato  | 1999 FT18                | 22 marzo 1999    | LONEOS                               |
| 33442 Cassandrarunyon | 1999 FW18                | 22 marzo 1999    | LONEOS                               |
| 33443 Schambeau       | 1999 FZ18                | 22 marzo 1999    | LONEOS                               |
| 33444 Shaddad         | 1999 FF19                | 22 marzo 1999    | LONEOS                               |
| 33445 -               | 1999 FB21                | 23 marzo 1999    | S. Sposetti                          |
| 33446 Michaelyang     | 1999 FU23                | 19 marzo 1999    | LINEAR                               |
| 33447 -               | 1999 FM24                | 19 marzo 1999    | LINEAR                               |
| 33448 Aaronyeiser     | 1999 FT24                | 19 marzo 1999    | LINEAR                               |
| 33449 -               | 1999 FL25                | 19 marzo 1999    | LINEAR                               |
| 33450 Allender        | 1999 FO25                | 19 marzo 1999    | LINEAR                               |
| 33451 Michaelarney    | 1999 FL26                | 19 marzo 1999    | LINEAR                               |
| 33452 Olivebryan      | 1999 FU26                | 19 marzo 1999    | LINEAR                               |
| 33453 Townley         | 1999 FG27                | 19 marzo 1999    | LINEAR                               |
| 33454 Neilclaffey     | 1999 FJ27                | 19 marzo 1999    | LINEAR                               |
| 33455 Coakley         | 1999 FV27                | 19 marzo 1999    | LINEAR                               |
| 33456 Ericacurran     | 1999 FG28                | 19 marzo 1999    | LINEAR                               |
| 33457 Cutillo         | 1999 FP28                | 19 marzo 1999    | LINEAR                               |
| 33458 Fialkow         | 1999 FE29                | 19 marzo 1999    | LINEAR                               |
| 33459 -               | 1999 FM30                | 19 marzo 1999    | LINEAR                               |
| 33460 -               | 1999 FL31                | 19 marzo 1999    | LINEAR                               |
| 33461 -               | 1999 FP31                | 19 marzo 1999    | LINEAR                               |
| 33462 Tophergee       | 1999 FT31                | 19 marzo 1999    | LINEAR                               |
| 33463 Bettinagregg    | 1999 FM32                | 19 marzo 1999    | LINEAR                               |
| 33464 Melahudock      | 1999 FN32                | 19 marzo 1999    | LINEAR                               |
| 33465 -               | 1999 FP32                | 23 marzo 1999    | K. Korlević                          |
| 33466 Thomaslarson    | 1999 FE33                | 19 marzo 1999    | LINEAR                               |
| 33467 Johnlieb        | 1999 FG35                | 19 marzo 1999    | LINEAR                               |
| 33468 Nelsoneric      | 1999 FD36                | 20 marzo 1999    | LINEAR                               |
| 33469 -               | 1999 FL36                | 20 marzo 1999    | LINEAR                               |
| 33470 -               | 1999 FQ37                | 20 marzo 1999    | LINEAR                               |
| 33471 Ozuna           | 1999 FV38                | 20 marzo 1999    | LINEAR                               |
| 33472 Yunorperalta    | 1999 FN42                | 20 marzo 1999    | LINEAR                               |
| 33473 Porterfield     | 1999 FZ45                | 20 marzo 1999    | LINEAR                               |
| 33474 -               | 1999 FB51                | 20 marzo 1999    | LINEAR                               |
| 33475 -               | 1999 FK53                | 28 marzo 1999    | K. Korlević                          |
| 33476 Gilanareiss     | 1999 FV54                | 20 marzo 1999    | LINEAR                               |
| 33477 -               | 1999 FR59                | 27 marzo 1999    | Beijing Schmidt CCD Asteroid Program |
| 33478 Deniselivon     | 1999 GB                  | 2 aprile 1999    | C. Jacques                           |
| 33479 -               | 1999 GO                  | 5 aprile 1999    | K. Korlević                          |
| 33480 Bartolucci      | 1999 GA1                 | 4 aprile 1999    | L. Tesi, M. Tombelli                 |
| 33481 -               | 1999 GH1                 | 7 aprile 1999    | T. Kobayashi                         |
| 33482 -               | 1999 GO4                 | 10 aprile 1999   | K. Korlević                          |
| 33483 -               | 1999 GW4                 | 11 aprile 1999   | C. W. Juels                          |
| 33484 Nathanroth      | 1999 GS7                 | 7 aprile 1999    | LONEOS                               |
| 33485 -               | 1999 GE8                 | 9 aprile 1999    | LONEOS                               |
| 33486 Edreynolds      | 1999 GN8                 | 10 aprile 1999   | LONEOS                               |
| 33487 Jeanpierrerivet | 1999 GS8                 | 10 aprile 1999   | LONEOS                               |
| 33488 Darrelrobertson | 1999 GD9                 | 10 aprile 1999   | LONEOS                               |
| 33489 Myungjinkim     | 1999 GF9                 | 10 aprile 1999   | LONEOS                               |
| 33490 Roggemans       | 1999 GK9                 | 11 aprile 1999   | LONEOS                               |
| 33491 Tonyroman       | 1999 GM9                 | 11 aprile 1999   | LONEOS                               |
| 33492 Christirogers   | 1999 GT17                | 15 aprile 1999   | LINEAR                               |
| 33493 -               | 1999 GX17                | 15 aprile 1999   | LINEAR                               |
| 33494 -               | 1999 GZ17                | 15 aprile 1999   | LINEAR                               |
| 33495 Schaferjames    | 1999 GL18                | 15 aprile 1999   | LINEAR                               |
| 33496 -               | 1999 GQ18                | 15 aprile 1999   | LINEAR                               |
| 33497 -               | 1999 GD19                | 15 aprile 1999   | LINEAR                               |
| 33498 Juliesmith      | 1999 GG19                | 15 aprile 1999   | LINEAR                               |
| 33499 Stanton         | 1999 GN19                | 15 aprile 1999   | LINEAR                               |
| 33500 -               | 1999 GV19                | 15 aprile 1999   | LINEAR                               |

## 33501-33600
| Nome                 | Designazione provvisoria | Data di scoperta | Scopritore            |
| -------------------- | ------------------------ | ---------------- | --------------------- |
| 33501 Juliethompson  | 1999 GJ20                | 15 aprile 1999   | LINEAR                |
| 33502 Janetwaldeck   | 1999 GM20                | 15 aprile 1999   | LINEAR                |
| 33503 Dasilvaborges  | 1999 GS20                | 15 aprile 1999   | LINEAR                |
| 33504 Rebrouwer      | 1999 GT20                | 15 aprile 1999   | LINEAR                |
| 33505 -              | 1999 GZ21                | 7 aprile 1999    | LINEAR                |
| 33506 -              | 1999 GM23                | 6 aprile 1999    | LINEAR                |
| 33507 -              | 1999 GT23                | 6 aprile 1999    | LINEAR                |
| 33508 Drewnik        | 1999 GH25                | 6 aprile 1999    | LINEAR                |
| 33509 Mogilny        | 1999 GB27                | 7 aprile 1999    | LINEAR                |
| 33510 -              | 1999 GM31                | 7 aprile 1999    | LINEAR                |
| 33511 Austinwang     | 1999 GW32                | 12 aprile 1999   | LINEAR                |
| 33512 -              | 1999 GM33                | 12 aprile 1999   | LINEAR                |
| 33513 -              | 1999 GE34                | 6 aprile 1999    | LINEAR                |
| 33514 Changpeihsuan  | 1999 GF34                | 6 aprile 1999    | LINEAR                |
| 33515 Linbohan       | 1999 GM34                | 6 aprile 1999    | LINEAR                |
| 33516 Timonen        | 1999 GO34                | 6 aprile 1999    | LINEAR                |
| 33517 Paulfoltin     | 1999 GT34                | 6 aprile 1999    | LINEAR                |
| 33518 Stoetzer       | 1999 GH35                | 6 aprile 1999    | LINEAR                |
| 33519 -              | 1999 GL36                | 12 aprile 1999   | LINEAR                |
| 33520 Ichige         | 1999 GE38                | 12 aprile 1999   | LINEAR                |
| 33521 -              | 1999 GK40                | 12 aprile 1999   | LINEAR                |
| 33522 Chizumimaeta   | 1999 GQ40                | 12 aprile 1999   | LINEAR                |
| 33523 Warashina      | 1999 GT41                | 12 aprile 1999   | LINEAR                |
| 33524 Rousselot      | 1999 GM48                | 7 aprile 1999    | LONEOS                |
| 33525 Teresinha      | 1999 GG53                | 11 aprile 1999   | LONEOS                |
| 33526 -              | 1999 GG55                | 6 aprile 1999    | Spacewatch            |
| 33527 -              | 1999 GJ55                | 7 aprile 1999    | Spacewatch            |
| 33528 Jinzeman       | 1999 HL                  | 17 aprile 1999   | P. Pravec             |
| 33529 Henden         | 1999 HA1                 | 19 aprile 1999   | C. W. Juels           |
| 33530 -              | 1999 HH1                 | 19 aprile 1999   | J. Broughton          |
| 33531 -              | 1999 HG2                 | 20 aprile 1999   | K. Korlević, M. Jurić |
| 33532 Gabriellacoli  | 1999 HV2                 | 18 aprile 1999   | A. Boattini, L. Tesi  |
| 33533 -              | 1999 HV3                 | 19 aprile 1999   | F. B. Zoltowski       |
| 33534 Meiyamamura    | 1999 HL9                 | 17 aprile 1999   | LINEAR                |
| 33535 Alshaikh       | 1999 HS9                 | 17 aprile 1999   | LINEAR                |
| 33536 Charpugdee     | 1999 HU9                 | 17 aprile 1999   | LINEAR                |
| 33537 Doungnga       | 1999 HJ10                | 17 aprile 1999   | LINEAR                |
| 33538 Jaredbergen    | 1999 HR10                | 17 aprile 1999   | LINEAR                |
| 33539 Elenaberman    | 1999 HU10                | 17 aprile 1999   | LINEAR                |
| 33540 -              | 1999 JH3                 | 7 maggio 1999    | Y. Shimizu, T. Urata  |
| 33541 -              | 1999 JF6                 | 11 maggio 1999   | Y. Shimizu, T. Urata  |
| 33542 -              | 1999 JZ7                 | 12 maggio 1999   | LINEAR                |
| 33543 -              | 1999 JR8                 | 13 maggio 1999   | J. Broughton          |
| 33544 Jerold         | 1999 JY8                 | 15 maggio 1999   | C. W. Juels           |
| 33545 -              | 1999 JV9                 | 8 maggio 1999    | CSS                   |
| 33546 -              | 1999 JM10                | 8 maggio 1999    | CSS                   |
| 33547 -              | 1999 JZ12                | 15 maggio 1999   | CSS                   |
| 33548 -              | 1999 JC13                | 10 maggio 1999   | K. Korlević           |
| 33549 -              | 1999 JS13                | 10 maggio 1999   | LINEAR                |
| 33550 Blackburn      | 1999 JQ14                | 10 maggio 1999   | LINEAR                |
| 33551 -              | 1999 JB15                | 12 maggio 1999   | LINEAR                |
| 33552 -              | 1999 JN15                | 15 maggio 1999   | CSS                   |
| 33553 Nagai          | 1999 JQ17                | 11 maggio 1999   | T. Okuni              |
| 33554 -              | 1999 JU17                | 10 maggio 1999   | LINEAR                |
| 33555 Nataliebush    | 1999 JV19                | 10 maggio 1999   | LINEAR                |
| 33556 Brennanclark   | 1999 JR20                | 10 maggio 1999   | LINEAR                |
| 33557 -              | 1999 JC22                | 10 maggio 1999   | LINEAR                |
| 33558 -              | 1999 JN22                | 10 maggio 1999   | LINEAR                |
| 33559 Laurencooper   | 1999 JK23                | 10 maggio 1999   | LINEAR                |
| 33560 D'Alessandro   | 1999 JN23                | 10 maggio 1999   | LINEAR                |
| 33561 Brianjasondu   | 1999 JA24                | 10 maggio 1999   | LINEAR                |
| 33562 Amydunphy      | 1999 JO24                | 10 maggio 1999   | LINEAR                |
| 33563 -              | 1999 JV24                | 10 maggio 1999   | LINEAR                |
| 33564 Miriamshira    | 1999 JP25                | 10 maggio 1999   | LINEAR                |
| 33565 Samferguson    | 1999 JY25                | 10 maggio 1999   | LINEAR                |
| 33566 -              | 1999 JZ25                | 10 maggio 1999   | LINEAR                |
| 33567 Sulekhfrederic | 1999 JV27                | 10 maggio 1999   | LINEAR                |
| 33568 Godishala      | 1999 JN29                | 10 maggio 1999   | LINEAR                |
| 33569 Nikhilgopal    | 1999 JM30                | 10 maggio 1999   | LINEAR                |
| 33570 Jagruenstein   | 1999 JT30                | 10 maggio 1999   | LINEAR                |
| 33571 Jaygupta       | 1999 JD32                | 10 maggio 1999   | LINEAR                |
| 33572 Mandolin       | 1999 JF32                | 10 maggio 1999   | LINEAR                |
| 33573 Hugrace        | 1999 JR32                | 10 maggio 1999   | LINEAR                |
| 33574 Shailaja       | 1999 JA33                | 10 maggio 1999   | LINEAR                |
| 33575 Joshuajacob    | 1999 JR33                | 10 maggio 1999   | LINEAR                |
| 33576 -              | 1999 JW33                | 10 maggio 1999   | LINEAR                |
| 33577 -              | 1999 JX33                | 10 maggio 1999   | LINEAR                |
| 33578 -              | 1999 JT34                | 10 maggio 1999   | LINEAR                |
| 33579 -              | 1999 JC35                | 10 maggio 1999   | LINEAR                |
| 33580 Priyankajain   | 1999 JM35                | 10 maggio 1999   | LINEAR                |
| 33581 Rajeevjha      | 1999 JQ35                | 10 maggio 1999   | LINEAR                |
| 33582 Tiashajoardar  | 1999 JJ36                | 10 maggio 1999   | LINEAR                |
| 33583 Karamchedu     | 1999 JV36                | 10 maggio 1999   | LINEAR                |
| 33584 Austinkatzer   | 1999 JY37                | 10 maggio 1999   | LINEAR                |
| 33585 -              | 1999 JC38                | 10 maggio 1999   | LINEAR                |
| 33586 Keeley         | 1999 JH39                | 10 maggio 1999   | LINEAR                |
| 33587 Arianakim      | 1999 JA42                | 10 maggio 1999   | LINEAR                |
| 33588 -              | 1999 JZ45                | 10 maggio 1999   | LINEAR                |
| 33589 Edwardkim      | 1999 JM46                | 10 maggio 1999   | LINEAR                |
| 33590 Sreelakshmi    | 1999 JS46                | 10 maggio 1999   | LINEAR                |
| 33591 Landsberger    | 1999 JW46                | 10 maggio 1999   | LINEAR                |
| 33592 Kathrynanna    | 1999 JJ47                | 10 maggio 1999   | LINEAR                |
| 33593 -              | 1999 JT47                | 10 maggio 1999   | LINEAR                |
| 33594 Ralphlawton    | 1999 JN48                | 10 maggio 1999   | LINEAR                |
| 33595 Jiwoolee       | 1999 JC49                | 10 maggio 1999   | LINEAR                |
| 33596 Taesoolee      | 1999 JM49                | 10 maggio 1999   | LINEAR                |
| 33597 -              | 1999 JQ49                | 10 maggio 1999   | LINEAR                |
| 33598 Christineliu   | 1999 JA50                | 10 maggio 1999   | LINEAR                |
| 33599 Mckennaloop    | 1999 JP50                | 10 maggio 1999   | LINEAR                |
| 33600 Davidlu        | 1999 JA51                | 10 maggio 1999   | LINEAR                |

## 33601-33700
| Nome                | Designazione provvisoria | Data di scoperta | Scopritore  |
| ------------------- | ------------------------ | ---------------- | ----------- |
| 33601 -             | 1999 JO51                | 10 maggio 1999   | LINEAR      |
| 33602 Varunmandi    | 1999 JW53                | 10 maggio 1999   | LINEAR      |
| 33603 Saramason     | 1999 JQ55                | 10 maggio 1999   | LINEAR      |
| 33604 McChesney     | 1999 JW55                | 10 maggio 1999   | LINEAR      |
| 33605 McCue         | 1999 JD56                | 10 maggio 1999   | LINEAR      |
| 33606 Brandonmuncan | 1999 JG56                | 10 maggio 1999   | LINEAR      |
| 33607 Archanamurali | 1999 JF57                | 10 maggio 1999   | LINEAR      |
| 33608 Paladugu      | 1999 JA59                | 10 maggio 1999   | LINEAR      |
| 33609 Harishpalani  | 1999 JO59                | 10 maggio 1999   | LINEAR      |
| 33610 Payra         | 1999 JF60                | 10 maggio 1999   | LINEAR      |
| 33611 -             | 1999 JB61                | 10 maggio 1999   | LINEAR      |
| 33612 -             | 1999 JZ62                | 10 maggio 1999   | LINEAR      |
| 33613 Pendharkar    | 1999 JO63                | 10 maggio 1999   | LINEAR      |
| 33614 Meganploch    | 1999 JS63                | 10 maggio 1999   | LINEAR      |
| 33615 -             | 1999 JB64                | 10 maggio 1999   | LINEAR      |
| 33616 -             | 1999 JR64                | 10 maggio 1999   | LINEAR      |
| 33617 Kailashraman  | 1999 JQ65                | 12 maggio 1999   | LINEAR      |
| 33618 -             | 1999 JA66                | 12 maggio 1999   | LINEAR      |
| 33619 Dominickrowan | 1999 JB66                | 12 maggio 1999   | LINEAR      |
| 33620 -             | 1999 JC66                | 12 maggio 1999   | LINEAR      |
| 33621 Sathish       | 1999 JQ67                | 12 maggio 1999   | LINEAR      |
| 33622 Sedigh        | 1999 JR67                | 12 maggio 1999   | LINEAR      |
| 33623 Kyraseevers   | 1999 JY68                | 12 maggio 1999   | LINEAR      |
| 33624 Omersiddiqui  | 1999 JP69                | 12 maggio 1999   | LINEAR      |
| 33625 Slepyan       | 1999 JP70                | 12 maggio 1999   | LINEAR      |
| 33626 Jasonsmith    | 1999 JH71                | 12 maggio 1999   | LINEAR      |
| 33627 -             | 1999 JS71                | 12 maggio 1999   | LINEAR      |
| 33628 Spettel       | 1999 JW73                | 12 maggio 1999   | LINEAR      |
| 33629 -             | 1999 JK76                | 10 maggio 1999   | LINEAR      |
| 33630 Swathiravi    | 1999 JM76                | 10 maggio 1999   | LINEAR      |
| 33631 -             | 1999 JG77                | 12 maggio 1999   | LINEAR      |
| 33632 -             | 1999 JP78                | 13 maggio 1999   | LINEAR      |
| 33633 Strickland    | 1999 JL79                | 13 maggio 1999   | LINEAR      |
| 33634 Strickler     | 1999 JZ79                | 13 maggio 1999   | LINEAR      |
| 33635 -             | 1999 JC80                | 12 maggio 1999   | LINEAR      |
| 33636 -             | 1999 JD80                | 12 maggio 1999   | LINEAR      |
| 33637 -             | 1999 JW80                | 12 maggio 1999   | LINEAR      |
| 33638 -             | 1999 JZ80                | 12 maggio 1999   | LINEAR      |
| 33639 -             | 1999 JB81                | 12 maggio 1999   | LINEAR      |
| 33640 -             | 1999 JT81                | 12 maggio 1999   | LINEAR      |
| 33641 -             | 1999 JZ81                | 12 maggio 1999   | LINEAR      |
| 33642 -             | 1999 JB82                | 12 maggio 1999   | LINEAR      |
| 33643 -             | 1999 JJ82                | 12 maggio 1999   | LINEAR      |
| 33644 -             | 1999 JT82                | 12 maggio 1999   | LINEAR      |
| 33645 -             | 1999 JW82                | 12 maggio 1999   | LINEAR      |
| 33646 -             | 1999 JX82                | 12 maggio 1999   | LINEAR      |
| 33647 -             | 1999 JE83                | 12 maggio 1999   | LINEAR      |
| 33648 -             | 1999 JN83                | 12 maggio 1999   | LINEAR      |
| 33649 -             | 1999 JR83                | 12 maggio 1999   | LINEAR      |
| 33650 -             | 1999 JF84                | 12 maggio 1999   | LINEAR      |
| 33651 -             | 1999 JG84                | 12 maggio 1999   | LINEAR      |
| 33652 -             | 1999 JP84                | 12 maggio 1999   | LINEAR      |
| 33653 -             | 1999 JR84                | 12 maggio 1999   | LINEAR      |
| 33654 -             | 1999 JX86                | 12 maggio 1999   | LINEAR      |
| 33655 Sumathipala   | 1999 JT88                | 12 maggio 1999   | LINEAR      |
| 33656 -             | 1999 JD89                | 12 maggio 1999   | LINEAR      |
| 33657 -             | 1999 JP89                | 12 maggio 1999   | LINEAR      |
| 33658 -             | 1999 JD90                | 12 maggio 1999   | LINEAR      |
| 33659 -             | 1999 JM91                | 12 maggio 1999   | LINEAR      |
| 33660 Rishishankar  | 1999 JS91                | 12 maggio 1999   | LINEAR      |
| 33661 Sophiaswartz  | 1999 JU91                | 12 maggio 1999   | LINEAR      |
| 33662 Tacescu       | 1999 JW91                | 12 maggio 1999   | LINEAR      |
| 33663 -             | 1999 JT92                | 12 maggio 1999   | LINEAR      |
| 33664 -             | 1999 JK93                | 12 maggio 1999   | LINEAR      |
| 33665 -             | 1999 JR93                | 12 maggio 1999   | LINEAR      |
| 33666 -             | 1999 JO94                | 12 maggio 1999   | LINEAR      |
| 33667 Uttripathii   | 1999 JR95                | 12 maggio 1999   | LINEAR      |
| 33668 -             | 1999 JO97                | 12 maggio 1999   | LINEAR      |
| 33669 -             | 1999 JU97                | 12 maggio 1999   | LINEAR      |
| 33670 -             | 1999 JB98                | 12 maggio 1999   | LINEAR      |
| 33671 -             | 1999 JV98                | 12 maggio 1999   | LINEAR      |
| 33672 -             | 1999 JU99                | 12 maggio 1999   | LINEAR      |
| 33673 -             | 1999 JZ99                | 12 maggio 1999   | LINEAR      |
| 33674 -             | 1999 JT100               | 12 maggio 1999   | LINEAR      |
| 33675 -             | 1999 JW100               | 12 maggio 1999   | LINEAR      |
| 33676 -             | 1999 JZ101               | 13 maggio 1999   | LINEAR      |
| 33677 Truell        | 1999 JR102               | 13 maggio 1999   | LINEAR      |
| 33678 -             | 1999 JW106               | 13 maggio 1999   | LINEAR      |
| 33679 -             | 1999 JY107               | 13 maggio 1999   | LINEAR      |
| 33680 Vasconcelos   | 1999 JP108               | 13 maggio 1999   | LINEAR      |
| 33681 Wamsley       | 1999 JV109               | 13 maggio 1999   | LINEAR      |
| 33682 Waylonreid    | 1999 JO113               | 13 maggio 1999   | LINEAR      |
| 33683 -             | 1999 JQ115               | 13 maggio 1999   | LINEAR      |
| 33684 Xiaomichael   | 1999 JW119               | 13 maggio 1999   | LINEAR      |
| 33685 Younglove     | 1999 JK120               | 13 maggio 1999   | LINEAR      |
| 33686 -             | 1999 JC122               | 13 maggio 1999   | LINEAR      |
| 33687 Julianbain    | 1999 JP122               | 13 maggio 1999   | LINEAR      |
| 33688 Meghnabehari  | 1999 JQ123               | 13 maggio 1999   | LINEAR      |
| 33689 -             | 1999 JM126               | 13 maggio 1999   | LINEAR      |
| 33690 Noahcain      | 1999 JD127               | 13 maggio 1999   | LINEAR      |
| 33691 Andrewchiang  | 1999 JT131               | 13 maggio 1999   | LINEAR      |
| 33692 -             | 1999 JS133               | 14 maggio 1999   | CSS         |
| 33693 -             | 1999 KA                  | 16 maggio 1999   | P. G. Comba |
| 33694 -             | 1999 KN                  | 16 maggio 1999   | CSS         |
| 33695 -             | 1999 KH3                 | 17 maggio 1999   | Spacewatch  |
| 33696 Crouchley     | 1999 KM8                 | 18 maggio 1999   | LINEAR      |
| 33697 -             | 1999 KJ11                | 18 maggio 1999   | LINEAR      |
| 33698 -             | 1999 KP12                | 18 maggio 1999   | LINEAR      |
| 33699 Jessiegan     | 1999 KT12                | 18 maggio 1999   | LINEAR      |
| 33700 Gluckman      | 1999 KR13                | 18 maggio 1999   | LINEAR      |

## 33701-33800
| Nome               | Designazione provvisoria | Data di scoperta  | Scopritore            |
| ------------------ | ------------------------ | ----------------- | --------------------- |
| 33701 Gotthold     | 1999 KD14                | 18 maggio 1999    | LINEAR                |
| 33702 Spencergreen | 1999 KD15                | 18 maggio 1999    | LINEAR                |
| 33703 Anthonyhill  | 1999 KZ15                | 18 maggio 1999    | LINEAR                |
| 33704 Herinkang    | 1999 KY16                | 18 maggio 1999    | LINEAR                |
| 33705 -            | 1999 LJ                  | 5 giugno 1999     | K. Korlević           |
| 33706 -            | 1999 LD5                 | 10 giugno 1999    | LINEAR                |
| 33707 -            | 1999 LW8                 | 8 giugno 1999     | LINEAR                |
| 33708 -            | 1999 LE10                | 8 giugno 1999     | LINEAR                |
| 33709 -            | 1999 LK10                | 8 giugno 1999     | LINEAR                |
| 33710 -            | 1999 LC14                | 9 giugno 1999     | LINEAR                |
| 33711 -            | 1999 LH15                | 12 giugno 1999    | LINEAR                |
| 33712 -            | 1999 LE19                | 10 giugno 1999    | F. B. Zoltowski       |
| 33713 Mithravamshi | 1999 LE22                | 9 giugno 1999     | LINEAR                |
| 33714 Sarakaufman  | 1999 LG24                | 9 giugno 1999     | LINEAR                |
| 33715 -            | 1999 LP25                | 9 giugno 1999     | LINEAR                |
| 33716 -            | 1999 LF26                | 9 giugno 1999     | LINEAR                |
| 33717 -            | 1999 LS26                | 9 giugno 1999     | LINEAR                |
| 33718 -            | 1999 LZ26                | 9 giugno 1999     | LINEAR                |
| 33719 -            | 1999 LA27                | 9 giugno 1999     | LINEAR                |
| 33720 -            | 1999 LD27                | 9 giugno 1999     | LINEAR                |
| 33721 -            | 1999 LS34                | 12 giugno 1999    | CSS                   |
| 33722 -            | 1999 NO                  | 7 luglio 1999     | J. Broughton          |
| 33723 -            | 1999 NB3                 | 13 luglio 1999    | LINEAR                |
| 33724 -            | 1999 NW4                 | 12 luglio 1999    | K. Korlević           |
| 33725 Robertkent   | 1999 NJ6                 | 13 luglio 1999    | LINEAR                |
| 33726 -            | 1999 NJ9                 | 13 luglio 1999    | LINEAR                |
| 33727 Kummel       | 1999 NS13                | 14 luglio 1999    | LINEAR                |
| 33728 -            | 1999 NO16                | 14 luglio 1999    | LINEAR                |
| 33729 -            | 1999 NJ21                | 14 luglio 1999    | LINEAR                |
| 33730 -            | 1999 NH23                | 14 luglio 1999    | LINEAR                |
| 33731 -            | 1999 NM24                | 14 luglio 1999    | LINEAR                |
| 33732 -            | 1999 NC32                | 14 luglio 1999    | LINEAR                |
| 33733 -            | 1999 NU32                | 14 luglio 1999    | LINEAR                |
| 33734 Stephenlitt  | 1999 NC34                | 14 luglio 1999    | LINEAR                |
| 33735 -            | 1999 NW34                | 14 luglio 1999    | LINEAR                |
| 33736 -            | 1999 NY36                | 14 luglio 1999    | LINEAR                |
| 33737 Helenlyons   | 1999 NT38                | 14 luglio 1999    | LINEAR                |
| 33738 -            | 1999 NY41                | 14 luglio 1999    | LINEAR                |
| 33739 -            | 1999 NK43                | 13 luglio 1999    | LINEAR                |
| 33740 Arjunmoorthy | 1999 NS47                | 13 luglio 1999    | LINEAR                |
| 33741 -            | 1999 NB50                | 13 luglio 1999    | LINEAR                |
| 33742 -            | 1999 NK50                | 13 luglio 1999    | LINEAR                |
| 33743 -            | 1999 NC55                | 12 luglio 1999    | LINEAR                |
| 33744 -            | 1999 NS55                | 12 luglio 1999    | LINEAR                |
| 33745 -            | 1999 NW61                | 13 luglio 1999    | LINEAR                |
| 33746 Sombart      | 1999 OK                  | 17 luglio 1999    | Pises                 |
| 33747 Clingan      | 1999 PK4                 | 14 agosto 1999    | G. Hug                |
| 33748 Davegault    | 1999 PP4                 | 15 agosto 1999    | J. Broughton          |
| 33749 -            | 1999 QO                  | 19 agosto 1999    | P. Pravec             |
| 33750 Davehiggins  | 1999 RD2                 | 6 settembre 1999  | C. W. Juels           |
| 33751 -            | 1999 RR21                | 7 settembre 1999  | LINEAR                |
| 33752 -            | 1999 RM36                | 12 settembre 1999 | Črni Vrh              |
| 33753 -            | 1999 RW42                | 13 settembre 1999 | Črni Vrh              |
| 33754 -            | 1999 RH47                | 7 settembre 1999  | LINEAR                |
| 33755 -            | 1999 RU47                | 7 settembre 1999  | LINEAR                |
| 33756 -            | 1999 RF48                | 7 settembre 1999  | LINEAR                |
| 33757 -            | 1999 RB52                | 7 settembre 1999  | LINEAR                |
| 33758 -            | 1999 RY55                | 7 settembre 1999  | LINEAR                |
| 33759 -            | 1999 RR57                | 7 settembre 1999  | LINEAR                |
| 33760 -            | 1999 RE74                | 7 settembre 1999  | LINEAR                |
| 33761 Honoranavid  | 1999 RR74                | 7 settembre 1999  | LINEAR                |
| 33762 Sanjayseshan | 1999 RV83                | 7 settembre 1999  | LINEAR                |
| 33763 -            | 1999 RB84                | 7 settembre 1999  | LINEAR                |
| 33764 -            | 1999 RM92                | 7 settembre 1999  | LINEAR                |
| 33765 -            | 1999 RK100               | 8 settembre 1999  | LINEAR                |
| 33766 -            | 1999 RT100               | 8 settembre 1999  | LINEAR                |
| 33767 -            | 1999 RK102               | 8 settembre 1999  | LINEAR                |
| 33768 -            | 1999 RV107               | 8 settembre 1999  | LINEAR                |
| 33769 -            | 1999 RN112               | 9 settembre 1999  | LINEAR                |
| 33770 -            | 1999 RF128               | 9 settembre 1999  | LINEAR                |
| 33771 -            | 1999 RJ142               | 9 settembre 1999  | LINEAR                |
| 33772 -            | 1999 RF145               | 9 settembre 1999  | LINEAR                |
| 33773 -            | 1999 RL145               | 9 settembre 1999  | LINEAR                |
| 33774 -            | 1999 RD147               | 9 settembre 1999  | LINEAR                |
| 33775 -            | 1999 RZ151               | 9 settembre 1999  | LINEAR                |
| 33776 -            | 1999 RB158               | 9 settembre 1999  | LINEAR                |
| 33777 -            | 1999 RM158               | 9 settembre 1999  | LINEAR                |
| 33778 -            | 1999 RO160               | 9 settembre 1999  | LINEAR                |
| 33779 -            | 1999 RG165               | 9 settembre 1999  | LINEAR                |
| 33780 -            | 1999 RU171               | 9 settembre 1999  | LINEAR                |
| 33781 -            | 1999 RP174               | 9 settembre 1999  | LINEAR                |
| 33782 -            | 1999 RW178               | 9 settembre 1999  | LINEAR                |
| 33783 -            | 1999 RD183               | 9 settembre 1999  | LINEAR                |
| 33784 -            | 1999 RE187               | 9 settembre 1999  | LINEAR                |
| 33785 -            | 1999 RD192               | 13 settembre 1999 | LINEAR                |
| 33786 -            | 1999 RJ196               | 8 settembre 1999  | LINEAR                |
| 33787 -            | 1999 RJ229               | 7 settembre 1999  | Spacewatch            |
| 33788 -            | 1999 RL240               | 11 settembre 1999 | LONEOS                |
| 33789 Sharmacam    | 1999 SD8                 | 29 settembre 1999 | LINEAR                |
| 33790 -            | 1999 SA9                 | 29 settembre 1999 | LINEAR                |
| 33791 -            | 1999 SG17                | 30 settembre 1999 | LINEAR                |
| 33792 -            | 1999 SU18                | 30 settembre 1999 | LINEAR                |
| 33793 -            | 1999 SO26                | 30 settembre 1999 | LINEAR                |
| 33794 -            | 1999 TR2                 | 2 ottobre 1999    | C. W. Juels           |
| 33795 -            | 1999 TR6                 | 6 ottobre 1999    | K. Korlević, M. Jurić |
| 33796 -            | 1999 TP37                | 1 ottobre 1999    | CSS                   |
| 33797 -            | 1999 TO88                | 2 ottobre 1999    | LINEAR                |
| 33798 -            | 1999 TO95                | 2 ottobre 1999    | LINEAR                |
| 33799 Myra         | 1999 UV2                 | 19 ottobre 1999   | C. W. Juels           |
| 33800 Gross        | 1999 VB7                 | 8 novembre 1999   | C. W. Juels           |

## 33801-33900
| Nome                | Designazione provvisoria | Data di scoperta | Scopritore               |
| ------------------- | ------------------------ | ---------------- | ------------------------ |
| 33801 Emilyshi      | 1999 VF28                | 3 novembre 1999  | LINEAR                   |
| 33802 -             | 1999 VA203               | 8 novembre 1999  | CSS                      |
| 33803 Julienpeloton | 1999 VK210               | 12 novembre 1999 | LONEOS                   |
| 33804 -             | 1999 WL4                 | 28 novembre 1999 | T. Kobayashi             |
| 33805 -             | 1999 XQ36                | 7 dicembre 1999  | C. W. Juels              |
| 33806 Shrivastava   | 1999 XW39                | 6 dicembre 1999  | LINEAR                   |
| 33807 -             | 1999 XF71                | 7 dicembre 1999  | LINEAR                   |
| 33808 -             | 1999 XD114               | 11 dicembre 1999 | LINEAR                   |
| 33809 Petrescu      | 1999 XK152               | 13 dicembre 1999 | LONEOS                   |
| 33810 Tangirala     | 1999 XZ156               | 8 dicembre 1999  | LINEAR                   |
| 33811 Scottobin     | 1999 XO164               | 8 dicembre 1999  | LINEAR                   |
| 33812 -             | 1999 XS173               | 10 dicembre 1999 | LINEAR                   |
| 33813 -             | 1999 XH177               | 10 dicembre 1999 | LINEAR                   |
| 33814 Viswesh       | 2000 AQ15                | 3 gennaio 2000   | LINEAR                   |
| 33815 -             | 2000 AG31                | 3 gennaio 2000   | LINEAR                   |
| 33816 -             | 2000 AL42                | 3 gennaio 2000   | LINEAR                   |
| 33817 Fariswald     | 2000 AF64                | 4 gennaio 2000   | LINEAR                   |
| 33818 -             | 2000 AK97                | 4 gennaio 2000   | LINEAR                   |
| 33819 -             | 2000 AX119               | 5 gennaio 2000   | LINEAR                   |
| 33820 -             | 2000 AB141               | 5 gennaio 2000   | LINEAR                   |
| 33821 -             | 2000 AF200               | 9 gennaio 2000   | LINEAR                   |
| 33822 -             | 2000 AA231               | 4 gennaio 2000   | LONEOS                   |
| 33823 Mariorigutti  | 2000 CQ1                 | 3 febbraio 2000  | M. Tombelli, A. Boattini |
| 33824 -             | 2000 DG31                | 29 febbraio 2000 | LINEAR                   |
| 33825 Reganwill     | 2000 DQ81                | 28 febbraio 2000 | LINEAR                   |
| 33826 Kevynadams    | 2000 DW82                | 28 febbraio 2000 | LINEAR                   |
| 33827 -             | 2000 ED                  | 1 marzo 2000     | T. Kobayashi             |
| 33828 -             | 2000 EP44                | 9 marzo 2000     | LINEAR                   |
| 33829 Asherson      | 2000 EZ66                | 10 marzo 2000    | LINEAR                   |
| 33830 -             | 2000 EC93                | 9 marzo 2000     | LINEAR                   |
| 33831 -             | 2000 EA98                | 12 marzo 2000    | LINEAR                   |
| 33832 Johnplane     | 2000 EE135               | 11 marzo 2000    | LONEOS                   |
| 33833 -             | 2000 EN154               | 6 marzo 2000     | NEAT                     |
| 33834 Hannahkaplan  | 2000 ES158               | 12 marzo 2000    | LONEOS                   |
| 33835 -             | 2000 EQ200               | 1 marzo 2000     | CSS                      |
| 33836 -             | 2000 FB39                | 29 marzo 2000    | LINEAR                   |
| 33837 -             | 2000 FQ40                | 29 marzo 2000    | LINEAR                   |
| 33838 Brandabaker   | 2000 GU49                | 5 aprile 2000    | LINEAR                   |
| 33839 -             | 2000 GQ58                | 5 aprile 2000    | LINEAR                   |
| 33840 -             | 2000 GR63                | 5 aprile 2000    | LINEAR                   |
| 33841 -             | 2000 GB75                | 5 aprile 2000    | LINEAR                   |
| 33842 -             | 2000 GN79                | 5 aprile 2000    | LINEAR                   |
| 33843 -             | 2000 GP127               | 11 aprile 2000   | NEAT                     |
| 33844 -             | 2000 GQ133               | 7 aprile 2000    | LINEAR                   |
| 33845 Aprilrussell  | 2000 GT157               | 7 aprile 2000    | LONEOS                   |
| 33846 -             | 2000 GO167               | 4 aprile 2000    | LINEAR                   |
| 33847 -             | 2000 GO182               | 3 aprile 2000    | Spacewatch               |
| 33848 -             | 2000 HU6                 | 24 aprile 2000   | Spacewatch               |
| 33849 -             | 2000 HL13                | 28 aprile 2000   | LINEAR                   |
| 33850 Mohammadsaki  | 2000 HT26                | 24 aprile 2000   | LONEOS                   |
| 33851 -             | 2000 HD33                | 29 aprile 2000   | LINEAR                   |
| 33852 Baschnagel    | 2000 HO52                | 29 aprile 2000   | LINEAR                   |
| 33853 -             | 2000 HB53                | 29 aprile 2000   | LINEAR                   |
| 33854 -             | 2000 HH53                | 29 aprile 2000   | LINEAR                   |
| 33855 -             | 2000 HS60                | 25 aprile 2000   | LONEOS                   |
| 33856 Rutuparekh    | 2000 HD73                | 27 aprile 2000   | LONEOS                   |
| 33857 -             | 2000 HU74                | 27 aprile 2000   | LINEAR                   |
| 33858 -             | 2000 HG78                | 28 aprile 2000   | LINEAR                   |
| 33859 -             | 2000 HX82                | 29 aprile 2000   | LINEAR                   |
| 33860 -             | 2000 HZ86                | 30 aprile 2000   | Spacewatch               |
| 33861 Boucvalt      | 2000 HO94                | 29 aprile 2000   | LINEAR                   |
| 33862 -             | 2000 HS99                | 26 aprile 2000   | LONEOS                   |
| 33863 Elfriederwin  | 2000 JH7                 | 5 maggio 2000    | Starkenburg              |
| 33864 -             | 2000 JP12                | 6 maggio 2000    | LINEAR                   |
| 33865 -             | 2000 JX15                | 4 maggio 2000    | LINEAR                   |
| 33866 -             | 2000 JN17                | 5 maggio 2000    | LINEAR                   |
| 33867 -             | 2000 JO18                | 3 maggio 2000    | LINEAR                   |
| 33868 -             | 2000 JF29                | 7 maggio 2000    | LINEAR                   |
| 33869 Brunnermatt   | 2000 JK32                | 7 maggio 2000    | LINEAR                   |
| 33870 -             | 2000 JP32                | 7 maggio 2000    | LINEAR                   |
| 33871 Locastillo    | 2000 JK34                | 7 maggio 2000    | LINEAR                   |
| 33872 Kristichung   | 2000 JX39                | 7 maggio 2000    | LINEAR                   |
| 33873 -             | 2000 JS52                | 9 maggio 2000    | LINEAR                   |
| 33874 -             | 2000 JF53                | 9 maggio 2000    | LINEAR                   |
| 33875 Laurencooney  | 2000 JY54                | 6 maggio 2000    | LINEAR                   |
| 33876 -             | 2000 JJ57                | 6 maggio 2000    | LINEAR                   |
| 33877 -             | 2000 JR57                | 6 maggio 2000    | LINEAR                   |
| 33878 -             | 2000 JW61                | 7 maggio 2000    | LINEAR                   |
| 33879 Kierstendeen  | 2000 JG62                | 7 maggio 2000    | LINEAR                   |
| 33880 -             | 2000 JD65                | 5 maggio 2000    | LINEAR                   |
| 33881 -             | 2000 JK66                | 6 maggio 2000    | LINEAR                   |
| 33882 Schönbächler  | 2000 JM74                | 4 maggio 2000    | LONEOS                   |
| 33883 -             | 2000 KD4                 | 27 maggio 2000   | J. Broughton             |
| 33884 -             | 2000 KX9                 | 28 maggio 2000   | LINEAR                   |
| 33885 -             | 2000 KF16                | 28 maggio 2000   | LINEAR                   |
| 33886 Lilydeveau    | 2000 KU18                | 28 maggio 2000   | LINEAR                   |
| 33887 -             | 2000 KF19                | 28 maggio 2000   | LINEAR                   |
| 33888 -             | 2000 KG21                | 29 maggio 2000   | LONEOS                   |
| 33889 Jengebo       | 2000 KZ22                | 28 maggio 2000   | LINEAR                   |
| 33890 -             | 2000 KQ24                | 28 maggio 2000   | LINEAR                   |
| 33891 -             | 2000 KS24                | 28 maggio 2000   | LINEAR                   |
| 33892 Meligingrich  | 2000 KP25                | 28 maggio 2000   | LINEAR                   |
| 33893 -             | 2000 KB26                | 28 maggio 2000   | LINEAR                   |
| 33894 -             | 2000 KM30                | 28 maggio 2000   | LINEAR                   |
| 33895 -             | 2000 KM31                | 28 maggio 2000   | LINEAR                   |
| 33896 Hickson       | 2000 KL40                | 30 maggio 2000   | LONEOS                   |
| 33897 Erikagreen    | 2000 KU41                | 27 maggio 2000   | LINEAR                   |
| 33898 Kendra        | 2000 KQ53                | 29 maggio 2000   | LINEAR                   |
| 33899 -             | 2000 KE55                | 27 maggio 2000   | LINEAR                   |
| 33900 -             | 2000 KS55                | 27 maggio 2000   | LINEAR                   |

## 33901-34000
| Nome                   | Designazione provvisoria | Data di scoperta | Scopritore      |
| ---------------------- | ------------------------ | ---------------- | --------------- |
| 33901 -                | 2000 KJ56                | 27 maggio 2000   | LINEAR          |
| 33902 Ingoldsby        | 2000 KU64                | 27 maggio 2000   | LINEAR          |
| 33903 Youssefmoulane   | 2000 KH68                | 30 maggio 2000   | LONEOS          |
| 33904 Janardhanan      | 2000 KC77                | 27 maggio 2000   | LINEAR          |
| 33905 Leyajoykutty     | 2000 KB80                | 27 maggio 2000   | LINEAR          |
| 33906 -                | 2000 KL81                | 26 maggio 2000   | Spacewatch      |
| 33907 Christykrenek    | 2000 LP4                 | 5 giugno 2000    | LINEAR          |
| 33908 -                | 2000 LL6                 | 5 giugno 2000    | LINEAR          |
| 33909 -                | 2000 LU7                 | 5 giugno 2000    | LINEAR          |
| 33910 Lestarge         | 2000 LJ9                 | 5 giugno 2000    | LINEAR          |
| 33911 -                | 2000 LM11                | 4 giugno 2000    | LINEAR          |
| 33912 Melissanoland    | 2000 LV13                | 6 giugno 2000    | LINEAR          |
| 33913 -                | 2000 LK14                | 7 giugno 2000    | LINEAR          |
| 33914 -                | 2000 LN14                | 7 giugno 2000    | LINEAR          |
| 33915 -                | 2000 LA15                | 5 giugno 2000    | Črni Vrh        |
| 33916 -                | 2000 LF19                | 8 giugno 2000    | LINEAR          |
| 33917 Kellyoconnor     | 2000 LK19                | 8 giugno 2000    | LINEAR          |
| 33918 Janiscoville     | 2000 LL19                | 8 giugno 2000    | LINEAR          |
| 33919 -                | 2000 LV19                | 8 giugno 2000    | LINEAR          |
| 33920 Trivisonno       | 2000 LZ20                | 8 giugno 2000    | LINEAR          |
| 33921 -                | 2000 LC21                | 8 giugno 2000    | LINEAR          |
| 33922 -                | 2000 LB23                | 6 giugno 2000    | Spacewatch      |
| 33923 Juliewarren      | 2000 LH25                | 7 giugno 2000    | LINEAR          |
| 33924 Rosanaaraujo     | 2000 LS26                | 1 giugno 2000    | LONEOS          |
| 33925 -                | 2000 LB27                | 11 giugno 2000   | P. R. Holvorcem |
| 33926 Normand          | 2000 LC27                | 6 giugno 2000    | LONEOS          |
| 33927 Jenniferscully   | 2000 LH27                | 6 giugno 2000    | LONEOS          |
| 33928 Aswinsekhar      | 2000 LJ27                | 6 giugno 2000    | LONEOS          |
| 33929 Lisaprato        | 2000 LP27                | 6 giugno 2000    | LONEOS          |
| 33930 -                | 2000 LQ27                | 6 giugno 2000    | LONEOS          |
| 33931 Alexeysergeyev   | 2000 LW28                | 6 giugno 2000    | LONEOS          |
| 33932 Keane            | 2000 LZ28                | 6 giugno 2000    | LONEOS          |
| 33933 Timlister        | 2000 LE29                | 9 giugno 2000    | LONEOS          |
| 33934 -                | 2000 LA30                | 7 giugno 2000    | LINEAR          |
| 33935 -                | 2000 LH30                | 7 giugno 2000    | LINEAR          |
| 33936 Johnwells        | 2000 LL30                | 7 giugno 2000    | LINEAR          |
| 33937 Raphaelmarschall | 2000 LZ31                | 5 giugno 2000    | LONEOS          |
| 33938 -                | 2000 LT33                | 4 giugno 2000    | NEAT            |
| 33939 -                | 2000 LO35                | 1 giugno 2000    | LONEOS          |
| 33940 Morgado          | 2000 LS35                | 1 giugno 2000    | LONEOS          |
| 33941 Mouginot         | 2000 LX35                | 1 giugno 2000    | LONEOS          |
| 33942 Davidmiller      | 2000 LA36                | 1 giugno 2000    | LONEOS          |
| 33943 -                | 2000 LE36                | 1 giugno 2000    | NEAT            |
| 33944 -                | 2000 MA                  | 16 giugno 2000   | P. R. Holvorcem |
| 33945 -                | 2000 MR                  | 24 giugno 2000   | NEAT            |
| 33946 -                | 2000 MV                  | 24 giugno 2000   | J. Broughton    |
| 33947 -                | 2000 ML1                 | 25 giugno 2000   | LINEAR          |
| 33948 -                | 2000 MA2                 | 25 giugno 2000   | Farpoint        |
| 33949 -                | 2000 MP4                 | 25 giugno 2000   | LINEAR          |
| 33950 -                | 2000 MY4                 | 25 giugno 2000   | LINEAR          |
| 33951 -                | 2000 MD5                 | 26 giugno 2000   | LINEAR          |
| 33952 -                | 2000 ML5                 | 26 giugno 2000   | LINEAR          |
| 33953 -                | 2000 MM6                 | 30 giugno 2000   | NEAT            |
| 33954 -                | 2000 ND                  | 1 luglio 2000    | P. G. Comba     |
| 33955 -                | 2000 NC3                 | 6 luglio 2000    | P. G. Comba     |
| 33956 -                | 2000 NN3                 | 3 luglio 2000    | LINEAR          |
| 33957 -                | 2000 NG5                 | 7 luglio 2000    | LINEAR          |
| 33958 Zaferiou         | 2000 NK5                 | 7 luglio 2000    | LINEAR          |
| 33959 -                | 2000 ND6                 | 3 luglio 2000    | Spacewatch      |
| 33960 -                | 2000 NJ9                 | 7 luglio 2000    | LINEAR          |
| 33961 Macinleyneve     | 2000 NO9                 | 7 luglio 2000    | LINEAR          |
| 33962 -                | 2000 NR9                 | 6 luglio 2000    | LINEAR          |
| 33963 Moranhidalgo     | 2000 NA10                | 7 luglio 2000    | LINEAR          |
| 33964 Patrickshober    | 2000 NS10                | 6 luglio 2000    | LONEOS          |
| 33965 -                | 2000 NY10                | 10 luglio 2000   | P. R. Holvorcem |
| 33966 -                | 2000 NC11                | 10 luglio 2000   | P. R. Holvorcem |
| 33967 -                | 2000 NO12                | 5 luglio 2000    | LONEOS          |
| 33968 -                | 2000 NF13                | 5 luglio 2000    | LONEOS          |
| 33969 -                | 2000 NM13                | 5 luglio 2000    | LONEOS          |
| 33970 Conorbenson      | 2000 NC14                | 5 luglio 2000    | LONEOS          |
| 33971 Alexdavis        | 2000 NL14                | 5 luglio 2000    | LONEOS          |
| 33972 Fuentesmuñoz     | 2000 NO15                | 5 luglio 2000    | LONEOS          |
| 33973 Xiyunhou         | 2000 NS16                | 5 luglio 2000    | LONEOS          |
| 33974 Alexmeyer        | 2000 ND17                | 5 luglio 2000    | LONEOS          |
| 33975 Shotatakahashi   | 2000 NF17                | 5 luglio 2000    | LONEOS          |
| 33976 Van Wal          | 2000 NL19                | 5 luglio 2000    | LONEOS          |
| 33977 -                | 2000 NY19                | 5 luglio 2000    | LONEOS          |
| 33978 -                | 2000 NX20                | 6 luglio 2000    | LONEOS          |
| 33979 Sunhaochun       | 2000 NJ21                | 7 luglio 2000    | LINEAR          |
| 33980 -                | 2000 NW21                | 7 luglio 2000    | LINEAR          |
| 33981 -                | 2000 NH22                | 7 luglio 2000    | LONEOS          |
| 33982 -                | 2000 NQ23                | 5 luglio 2000    | LONEOS          |
| 33983 -                | 2000 NV23                | 5 luglio 2000    | LONEOS          |
| 33984 -                | 2000 NU24                | 4 luglio 2000    | LONEOS          |
| 33985 -                | 2000 NG25                | 4 luglio 2000    | LONEOS          |
| 33986 -                | 2000 NK25                | 4 luglio 2000    | LONEOS          |
| 33987 -                | 2000 NV25                | 4 luglio 2000    | LONEOS          |
| 33988 -                | 2000 NQ26                | 4 luglio 2000    | LONEOS          |
| 33989 -                | 2000 NC27                | 4 luglio 2000    | LONEOS          |
| 33990 Kathleenmcbride  | 2000 ND27                | 4 luglio 2000    | LONEOS          |
| 33991 Weixunjing       | 2000 NB28                | 3 luglio 2000    | LINEAR          |
| 33992 -                | 2000 OQ                  | 23 luglio 2000   | J. Broughton    |
| 33993 -                | 2000 OS                  | 23 luglio 2000   | J. Broughton    |
| 33994 Regidufour       | 2000 OR1                 | 26 luglio 2000   | Needville       |
| 33995 -                | 2000 OV1                 | 26 luglio 2000   | Farpoint        |
| 33996 -                | 2000 OK2                 | 28 luglio 2000   | P. G. Comba     |
| 33997 -                | 2000 OK3                 | 24 luglio 2000   | LINEAR          |
| 33998 -                | 2000 OW3                 | 24 luglio 2000   | LINEAR          |
| 33999 -                | 2000 OG4                 | 24 luglio 2000   | LINEAR          |
| 34000 Martinmatl       | 2000 OL4                 | 24 luglio 2000   | LINEAR          |